# Campoplex graphoritae
Campoplex graphoritae är en stekelart som först beskrevs av Tohru Uchida 1942.  Campoplex graphoritae ingår i släktet Campoplex och familjen brokparasitsteklar. Inga underarter finns listade.